# PlayStation
PlayStation (PS, PSone, PS1) — домашня гральна консоль, розроблена та випущена компанією Sony Computer Entertainment. Вийшла 3 грудня 1994 року в Японії, 9 вересня 1995 в Північній Америці, 29 вересня 1995 в Європі та 15 листопада 1995 року в Австралії, і стала першим продуктом в лінійці PlayStation. Як консоль п'ятого покоління, PlayStation конкурувала насамперед з Nintendo 64 та Sega Saturn.
PlayStation стала першою «розважальною платформою», яка продалася тиражем понад 100 мільйонів одиниць, яких вона досягла за дев'ять років після свого запуску. PlayStation ознаменувала зліт Sony у відеоігровій індустрії, а її використання компакт-дисків стало початком переходу індустрії відеоігор від картриджів до компакт-дисків. У липні 2000 року вийшла Slim версія консолі під назвою PS one, яка замінила оригінальну сіру консоль та названа відповідним чином, щоб уникнути плутанини з її наступником — PlayStation 2.
PlayStation 2, яка сумісна з контролером DualShock та відеоіграми PlayStation, була анонсована у 1999 році та випущена у 2000 році. Останні PS one були продані наприкінці 2006 — на початку 2007 року, незабаром після офіційного припинення виробництва. Загалом тираж склав 102 мільйони одиниць. Ігри для PlayStation продовжували продаватися, поки Sony не припинила виробництво самої консолі та її ігор 23 березня 2006 року — через одинадцять років після виходу, і менше ніж за рік до дебюту PlayStation 3.
19 вересня 2018 року компанія Sony представила PlayStation Classic, щоб відзначити 24-ту річницю оригінальної консолі. Нова консоль — це мініатюрна копія оригінальної PlayStation, з попередньо завантаженими 20 іграми. Вийшла 3 грудня 2018 року, в той самий день, коли і оригінал в Японії у 1994 році.

## Історія
Перші концептуальні ідеї, що стосуються PlayStation, датуються 1986 роком. Nintendo робила спроби застосування дисків починаючи з NES (Famicom Disk System), але з носієм були проблеми. Запис, зроблений на магнітному диску, легко стирався, крім того, виникала небезпека піратського копіювання. Тому коли з'явилася специфікація CD-ROM / XA (розширення стандарту CD-ROM, що дозволяє записувати на диск як стиснений звук так і довільні двійкові дані), Nintendo зацікавилася ним. CD-ROM / XA розроблявся Sony і Philips. Nintendo звернулася до Sony з метою розробки доповнення, що мало попередню назву «SNES-CD». Був укладений контракт, і робота почалася. Вибір Sony як партнера був зроблений через попередні угоди: Кен Кутарагі, людина, ку пізніше будуть називати «батьком PlayStation», був тим, хто свого часу вмовив Nintendo використовувати процесор Sony SPC700 як звуковий синтезатор для SNES, зробивши вражаючу демонстрацію можливостей чипу.
Sony також планувала розробити свою ігрову консоль, сумісну з Nintendo, таку, яка могла б програвати ігри як з картриджів Super Nintendo, так і з компакт-дисків формату, який буде розроблений в Sony. Цим форматом повинен був стати використовуваний для дисків формат SNES-CD, що дало б Sony деяку частку контролю над ринком відеоігор, незважаючи на лідерську позицію Nintendo.
У 1991 році SNES-CD повинен був демонструватися на виставці Consumer Electronics Show. Однак коли Хіросі Ямауті прочитав контракт 1988 року, між Sony і Nintendo, він вирішив, що угода дає Sony занадто багато: контроль над ліцензуванням продуктів, що виходять у форматі SNESCD-ROM. Ямауті вважав контракт абсолютно неприйнятним, він потай від партнерів скасував усі плани з випуску спільного продукту. У день відкриття CES, в 9:00 ранку, замість анонсу співпраці з Sony, директор Nintendo Говард Лінкольн (Howarsd Lincoln) вийшов на трибуну і повідомив про те, що його компанія розпочинає співпрацю з Philips і викидає всі напрацювання, зроблені спільно з Sony. Перед цим Лінкольн і Мінору Аракава потай від Sony відвідали штаб-квартиру Philips в Європі і сформували альянс на абсолютно інших умовах, що дають Nintendo повний контроль над усіма ліцензіями.
Ранковий анонс на CES став шоком не тільки для організаторів виставки (попереднім ввечері Sony оптимістично представляла проект під назвою «Play Station»), але й для багатьох представників японської бізнес-спільноти, що розглядали відмову як зраду: одна японська компанія принижує іншу японську компанію на користь європейської компанії — для японських бізнесменів це виглядало немислимим.
Після розвалу альянсу Sony спочатку вирішила припинити розробку, але зрештою компанія вирішила використовувати те, що було напрацьовано на той момент, і створити закінчену, цілком незалежну консоль. Це призвело до того, що Nintendo подала в суд на Sony за порушення контракту і спробувала через Федеральний суд США отримати судову заборону на випуск приставки, на тій підставі, що Nintendo має права на її назву. Федеральний суддя, що розбирав справу, ухвалив накласти на нову консоль судовий арешт. Тим самим у жовтні 1991 року був зупинений вихід у світ першої інкарнації Sony PlayStation.
До кінця 1992 року Sony і Nintendo прийшли до угоди, за якою «Sony Play Station» отримувала можливість раніше програвати перенесені ігри від SNES, але Nintendo ставала власником прав і отримувала частину прибутку від ігор, а SNES і раніше використовувала звуковий чип від Sony. Тим не менш, на той момент в Sony вже зрозуміли, що технологія SNES незабаром піде в минуле, і поява наступного покоління консолей вже не за горами. На початку 1993 року Sony почала роботу з розробки свого концепту «Play Station» до наступного покоління апаратного та програмного забезпечення

### Запуск
PlayStation була випущена в продаж в Японії 3 грудня 1994 року, в США 9 вересня 1995 року, 29 вересня 1995 року в Європі, і нарешті, в листопаді 1995 року в Азії. Початок продаж в Америці був вельми вдалим, вже були готові ігри майже усіх жанрів, включаючи ігри Battle Arena Toshinden, Twisted Metal, Warhawk, Philosoma, Wipeout и Ridge Racer. Багато з ігор, запропонованих до старту продаж і розроблені Sony і Namco, отримали продовження.
Початкова ціна на американському ринку — 299$. Через декілька років з такою ж ціною почалися продажі PlayStation 2.

### Вплив
Багато хто вважає, що успіх PlayStation значно вплинув на занепад ігрових платформ з картриджами як носіями ігор. Хоча PlayStation була далеко не першою платформою яка використовувала формат оптичного диску, але вона стала хітом продажів як консоль з диском і ця карколомна історія закінчилася жорстокою конкуренцією з боку консолі опонента на картриджах — Nintendo 64.
Nintendo з великим скепсисом висловлювалася щодо використовування CD і DVD, вказуючи на довготривалі завантаження та проблеми з надійністю. Однак існує поширена думка, що під цим наклепом компанія приховувала стурбованість щодо піратства, своїх ліцензійних правах і грошах, отриманих з ігор.
Тим не менш, зростаюча складність ігор, їх змісту, графіки та звуку привели картриджі до максимально допустимого об'єму. Крім того, для видавців було вкрай важливо щоб собівартість виробництва ігор на компакт-дисках могла бути зниженою при більшій гнучкості (досить легко внести зміни для задоволення вимог, що змінюються), завдяки чому виникла можливість знизити споживацьку ціну на приставку.

## Виробничий період
Виробництво ігрової консолі продовжувалось 11 років, і це стало одним з найдовших періодів виробництва в ігровій індустрії. 23 березня 2006 року Sony анонсувала завершення виробництва консолі у зв'язку з необхідністю звільнення ресурсів для запуску PlayStation 3, але додала, що комплектне оснащення для PS1 вироблятиме і надалі, позаяк воно сумісне з іншими консолями від Sony.

## Технічні характеристики

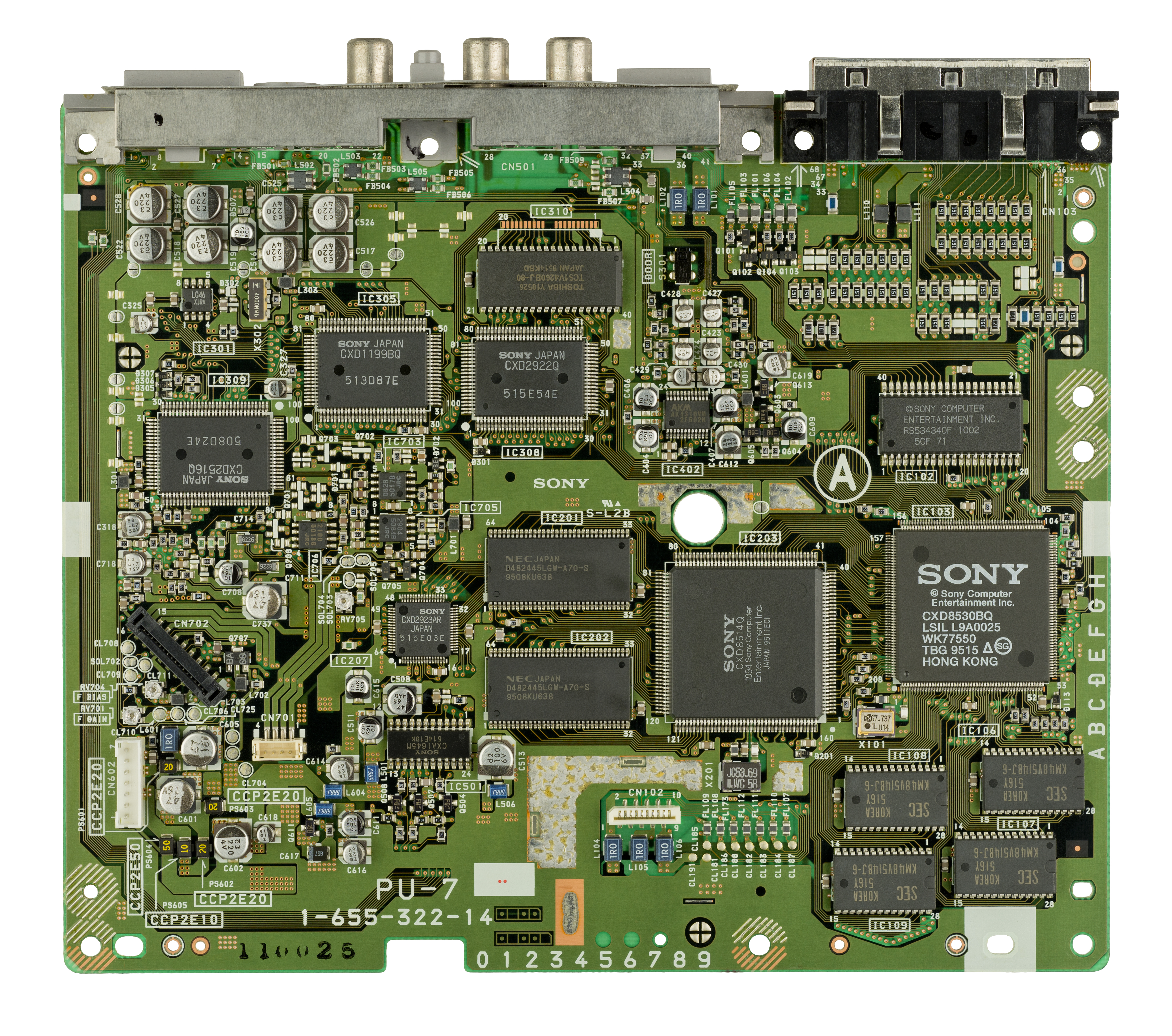
Материнська плата першої моделі Sony PlayStation (SCPH-1000)

Оригінальна консоль має вигляд білої пластикової коробки з параметрами: 19×14×3 см. Консоль засновувалася на 32-бітному процесорі R3000A. Всередині нього містився співпроцесор, який відповідав за обробку графіки, забезпечуючи тривимірну геометрію і такі ефекти як двовимірне обертання, масштабування, прозорість, текстурування і затінення. Приставка дозволяла відтворювати в іграх 19,7 млн кольорів за роздільностей від 256×224 до 640×480 пікселів. Вона могла програвати 16-бітний 24-канальний звук частотою 44,1 КГц.
Процесор: R3000A — 33.87 МГц
Оперативна пам'ять: 2 МБ
Відеопам'ять: 1 МБ
Звукова пам'ять: 512 КБ
Носій інформації: CD-ROM (максимум 660 МБ)
Порти: S-Video, SCART (RGB), композитне відео, 2 порти геймпадів, 2 слоти карт пам'яті

## PSone

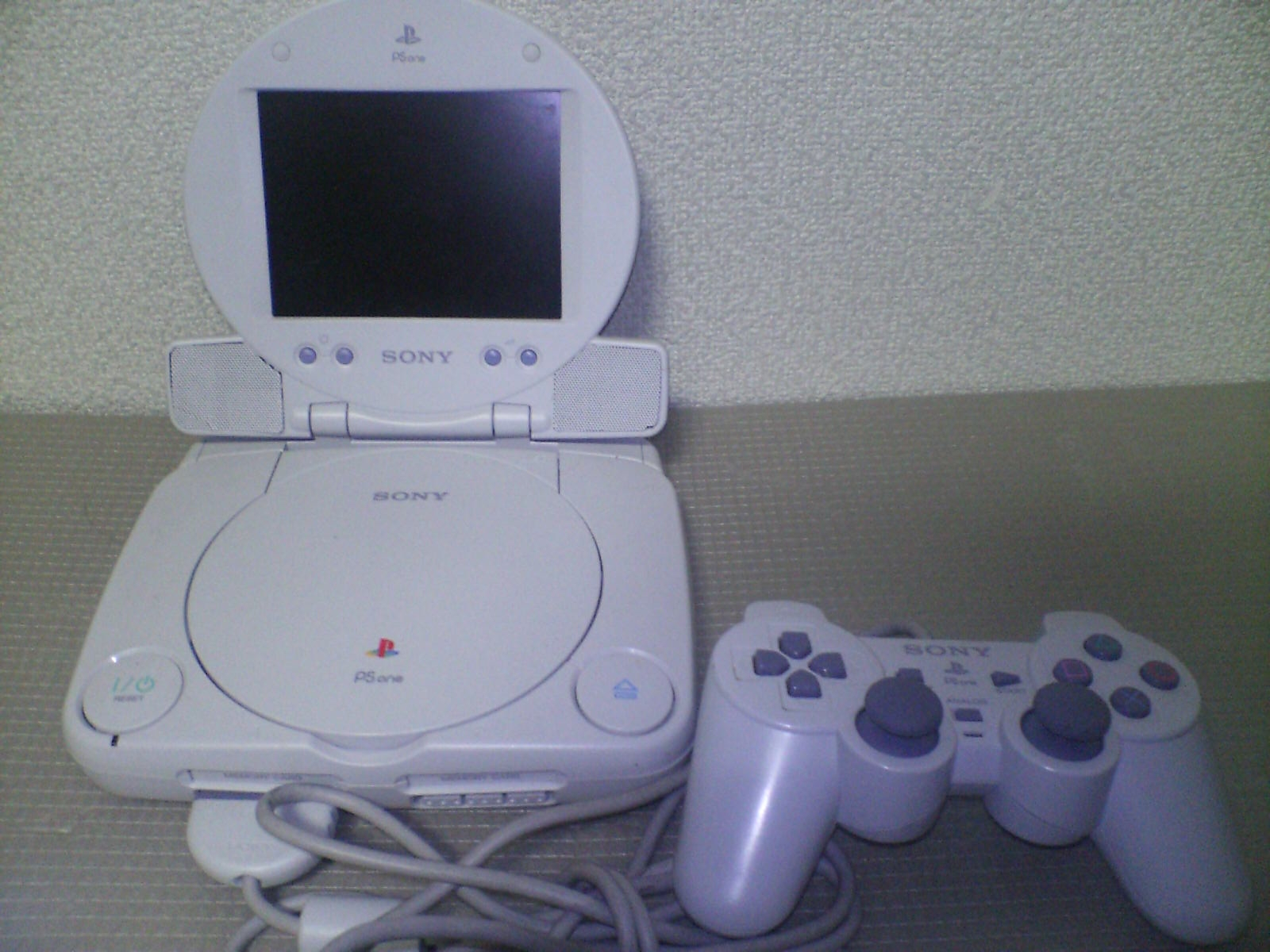
PSone з LCD-екраном

PSone (також PSOne, PS one і PS1), була випущена в 2000 році — компактніша і дещо модифікована версія ігрової консолі PlayStation. Ця версія була приблизно на 1/3 менша від оригінальної платформи (38 × 193 × 144 мм проти 45 × 260 × 185 мм). Вона була випущена 7 липня 2000 року і до кінця цього року її продажі перевершували продажі усіх платформ, враховуючи продажі нової PlayStation 2. Дещо пізніше Sony випустила невеличкий РК-екран з діагоналлю 5 дюймів і адаптор для підключення пристрою до автомобільного прикурювача, також спеціальний адаптер для підключення сотового телефону для завантаження з інтернету програмного забезпечення і обміну інформацією з іншими користувачами PSOne. Ця специфікація (з мобільним телефоном) не пішла на глобальне виробництво і продавалась лиш деякий час тільки в Японії. Починаючи з цих етапів розвитку, перша ігрова консоль від Sony отримала офіційне скорочення PSOne і PS1.
PSone зберегла повну сумісність з програмним забезпеченням PlayStation. Нова інтерпретація консолі мала всього лиш три відмінності від «класичної» моделі: перша — косметичні зміни зовнішнього вигляду, друга — зміни у вбудованому в консоль графічному інтерфейсі меню управління картою пам'яті і CD-програвачем, третя — перебудова материнської плати, завдяки цьому стало неможливим використання старих мод-чипів. Крім того, PSone втратила послідовний порт, котрий дозволяв об'єднувати декілька платформ для багатокористувацької гри.

## Ігри
Для PlayStation 1 було випущено понад 2700 ігор, враховуючи релізи для всіх регіонів. Останніми ліцензійними стали FIFA Football 2005 для Північної Америки (2004), Hugo: Black Diamond Fever для Європи (2005) і Super Pang Collection, Rockman and Rockman 2: Dr Wily no Nazo для Японії (2007).
Бестселерами, які продалися накладом понад 5 млн копій, стали: (в дужках вказана кількість проданих копій в мільйонах)
1. Gran Turismo (10,95)
2. Final Fantasy VII (10,02)
3. Gran Turismo 2 (9,49)
4. Final Fantasy VIII (8,6)
5. Tekken 3 (8,3)
6. Harry Potter and the Philosopher's Stone (8,0)
7. Crash Bandicoot 2: Cortex Strikes Back (7,58)
8. Crash Bandicoot: Warped (7,13)
9. Tomb Raider (7,1)
10. Crash Bandicoot (6,82)
11. Tomb Raider II (6,8)
12. Driver (6,27)
13. Metal Gear Solid (6,03)
14. Tomb Raider III (5,9)
15. Resident Evil 2 (5,77)
16. Tekken 2 (5,7)
17. Final Fantasy IX (5,5)
18. Resident Evil (5,08)
19. Tony Hawk's Pro Skater (5,02)
20. Warzone 2100 (5,01)